# St. Stephan (Surheim)

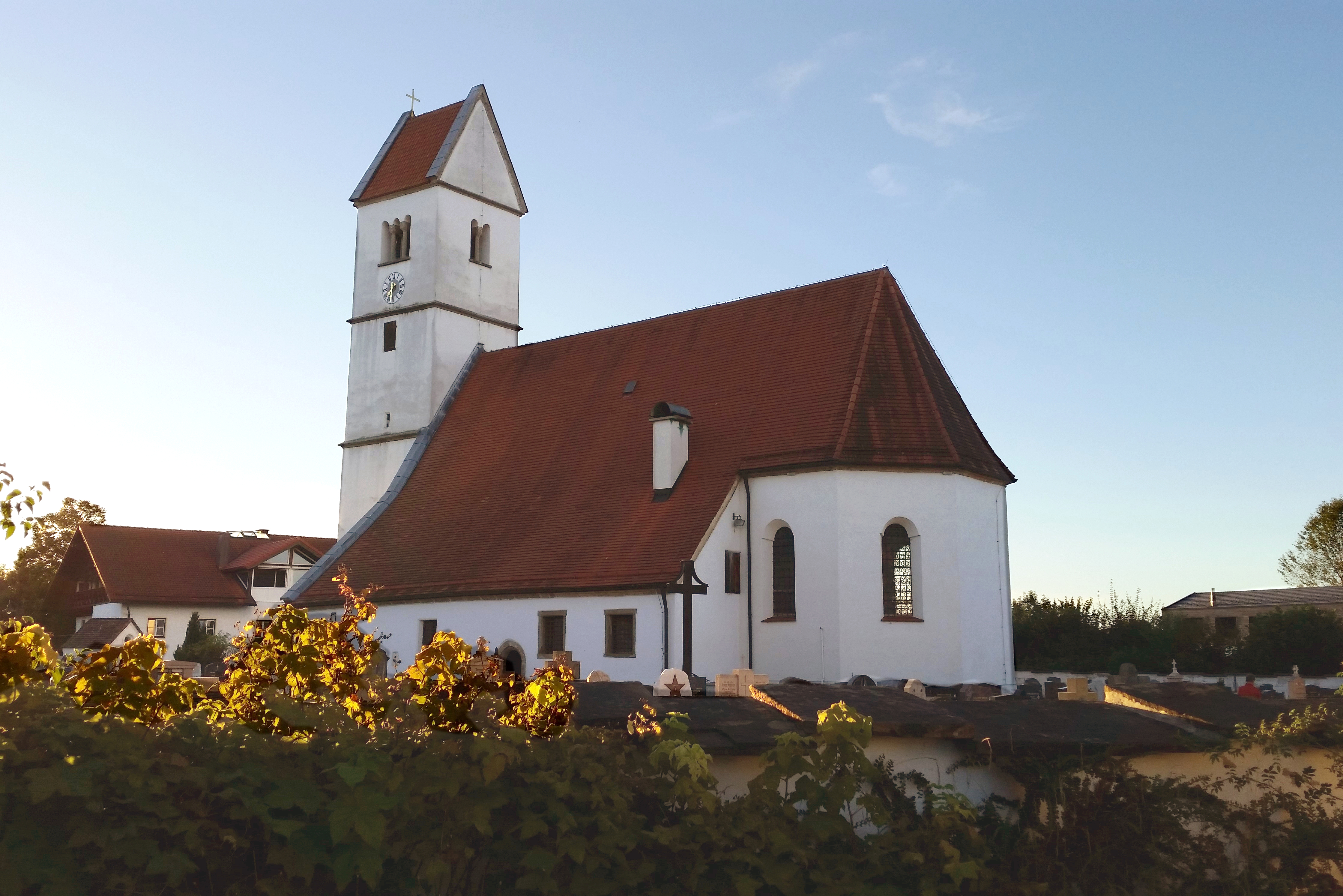
St. Stephan in Surheim

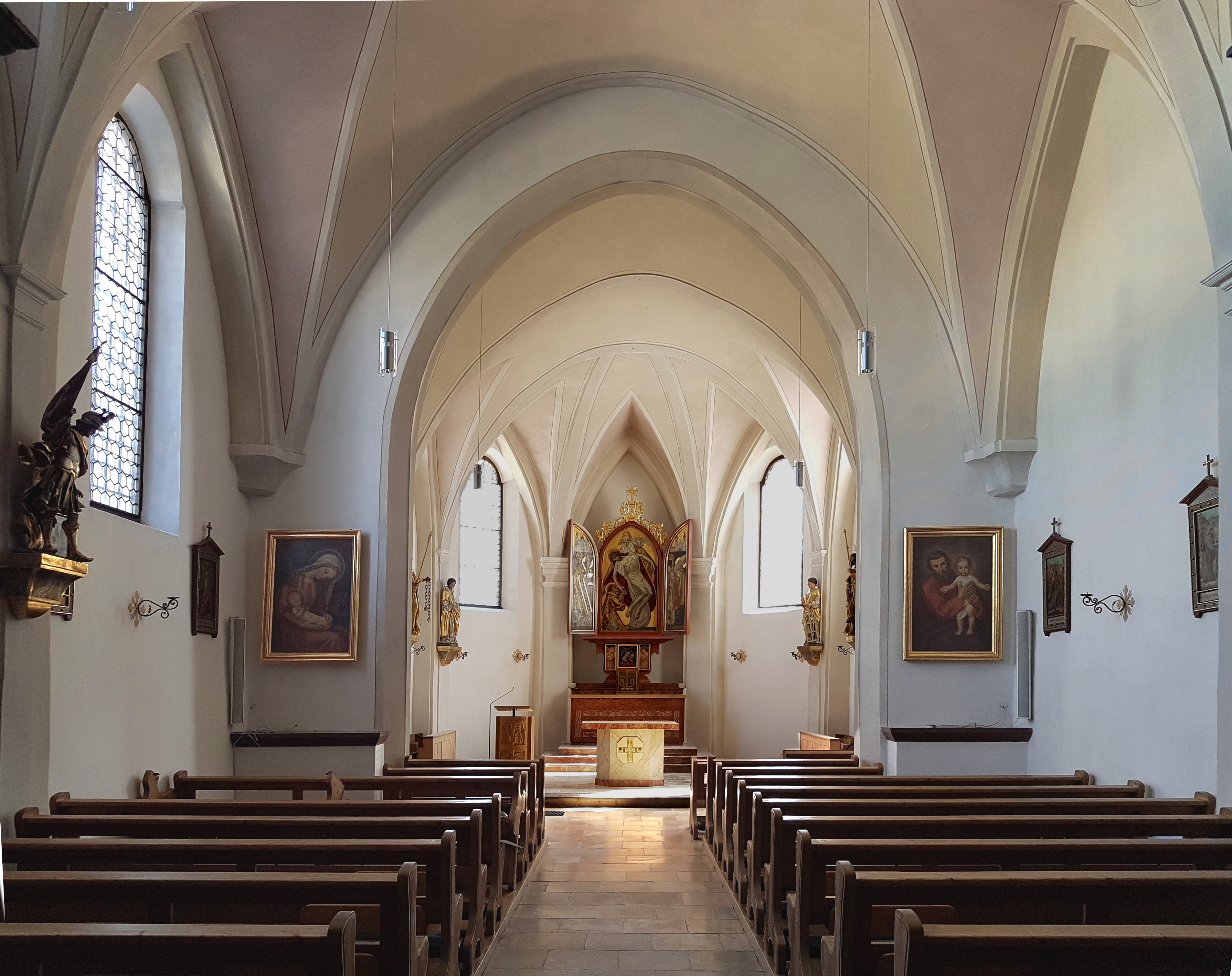
Innenraum

Die römisch-katholische Pfarrkirche St. Stephan steht in Surheim, einem Gemeindeteil von Saaldorf-Surheim im oberbayerischen Landkreis Berchtesgadener Land. Sie ist in der Liste der Baudenkmäler in Saaldorf-Surheim unter der Nummer D-1-72-130-76 eingetragen. Die Kirche gehört zum Dekanat Berchtesgadener Land im Erzbistum München und Freising.

## Gebäude und Ausstattung
Die spätgotische Saalkirche wurde um 1500 auf den Grundmauern des romanischen Vorgängerbaus errichtet und im 17./18. Jahrhundert barock umgestaltet. Sie besteht aus dem Langhaus, dem Chor mit Fünfachtelschluss im Osten und dem Kirchturm im Westen, dessen untere Geschosse vom Vorgängerbau beibehalten wurden. Sein oberstes Geschoss enthält die Turmuhr und hinter den Klangarkaden den Glockenstuhl. Im Anbau an der Südwand des Langhauses befinden sich der Eingangsbereich und östlich davon die Sakristei. Der Innenraum ist mit einem Stichkappengewölbe überspannt.
Der Altar ist ein neugotischer Flügelaltar. Im Altarschrein ist vor goldenem Hintergrund die Heilige Dreifaltigkeit in der Form des Gnadenstuhls dargestellt. Abweichend von den meisten Bildern dieses Inhalts hält Gottvater den vom Kreuz abgenommenen Jesus vor sich, ähnlich einer Pietà. Die Taube auf der linken Schulter Gottvaters ist das Symbol des Heiligen Geistes. Unten links im Bild kniet klein ein Heiliger, der zu Gott emporschaut. Auf den Innenseiten der Flügel des Altars sind heilige Bischöfe gemalt, über ihnen jeweils ihre Kirche. In der Predella über dem Tabernakel zeigt ein Brustbildbild zwischen zwei kleinen Bildern von Engeln die Gottesmutter Maria mit dem Jesuskind.

## Orgel

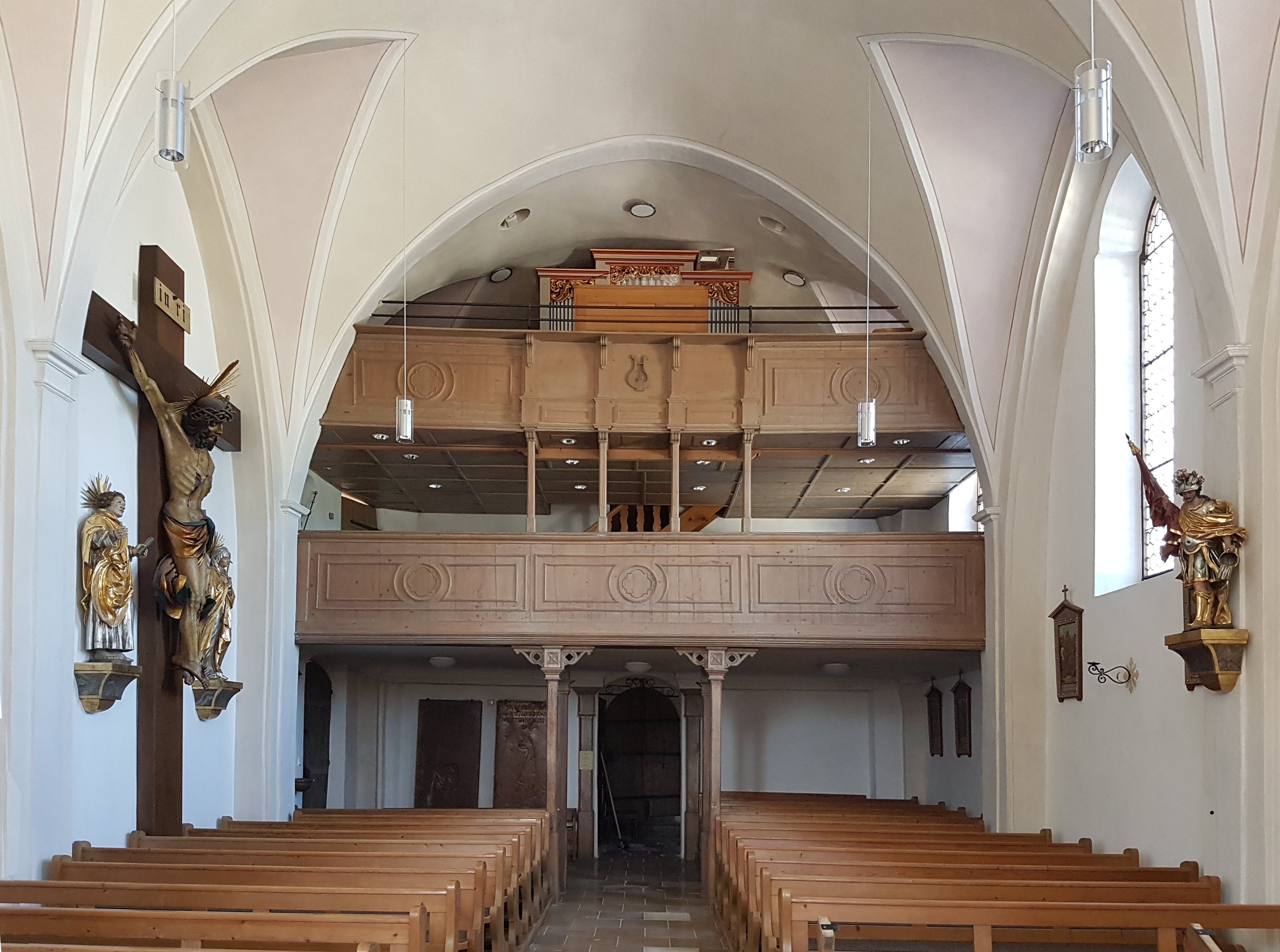
Innenansicht mit Orgel

1925 erbaute Willibald Siemann eine pneumatische Orgel mit zehn Registern auf zwei Manualen und Pedal. Dieses Instrument war der dritte Neubau nach den Werken von 1817 und 1859. In das historische Gehäuse von Siemann fügte 2012 Willi Osterhammer einen technischen Neubau mit rein mechanischen Schleifladen ein. Das Pfeifenwerk wurde vollständig übernommen und die Disposition geringfügig erweitert. Zudem wurden Transmissionen und Extensionen eingefügt, um eine erweiterte Registriermöglichkeiten zu bieten. Die Orgel umfasst heute 13 klingende Register auf zwei Manualen und Pedal. Die heutige Disposition lautet:
| I. Manual C–g3 |    |
| Principal      | 8′ |
| Harmonieflöte  | 8′ |
| Dolce          | 8′ |
| Viola          | 4′ |
| Rohrflöte      | 4′ |
| Waldflöte      | 2′ |

| II. Manual C–g3 |        |
| Gedeckt         | 8′     |
| Salicional      | 8′     |
| Traversflöte    | 4′     |
| Quint           | 2 ⁄3′  |
| Oktav           | 2′     |
| Terz            | 1 2⁄5′ |
| Echo-Mixtur     | 2 ⁄3′  |

| Pedal C–f1 |     |
| Subbaß     | 16′ |
| Zartbaß    | 16′ |
| Oktavbaß   | 8′  |
| Flötbaß    | 8′  |

- Koppeln: II/I, I/P, II/P, Superoctavkoppel II/I (ausgebaut bis g4), Suboctavkoppel II/I